# Рикша (фильм)
«Ри́кша» (англ. Pedicab Driver, иер. трад. 群龍戲鳳, упр. 群龙戏凤, кант.-рус.: Кхуань лун фу фун) — художественный фильм с элементами боевика, комедии и драмы. Фильм получил приз в категории «Лучшая песня», а также был номинирован в категории «Лучшая хореография» на 9-й церемонии награждения Гонконгской кинопремии.

## Сюжет
Молодой парень по прозвищу Леденец, работающий рикшей в довоенном Шанхае, влюбляется в красавицу Сиучхёй. У девушки есть тайна, которая впоследствии приносит серьёзные проблемы в их отношения. Близкий друг Леденца и коллега-рикша, Ло Тхун, также занят романтическими отношениями с Пин, молодой ученицей пекаря Фона. Когда Леденца и его возлюбленную настигает серьёзная опасность, выливающаяся в трагедию, связанную с владельцем местного борделя Яу Пятым, Тхун вместе со своим другом по прозвищу Рисовый Пудинг отправляется к мафиози и его людям на разборку.

## В ролях
- Саммо Хун — Ло Тхун
- Нина Ли — Пин
- Сюнь Ют[кит.] — Фон
- Лю Цзялян — хозяин казино
- Макс Мок[кит.] — Леденец
- Фенни Юнь[кит.] — Сиучхёй
- Лоуэлл Лоу — Сань Ча
- Ман Хой[англ.] —  Рисовый Пудинг
- Мария Кордеро[кит.] — тётя Тхуна
- Джон Сам — Яу Пятый
- Эрик Цан — повар в чайной
- Билли Лау[кит.] — кули
- Манфред Вон[кит.] — официант со свиными котлетами
- Альфред Чён[кит.] — торговец драгоценностями
- Кори Юнь[кит.] — кули
- Лам Чинъин — дядя Сан
- Питер Чань Лун — кули
- Дик Вэй — Вай
- Мишель Ип — Лань
- Чун Фат[кит.] — головорез Яу
- Билли Чау[кит.] — главный боец Яу
- Эдди Махер — головорез Яу
- Микки Нг — головорез Яу

## Восприятие
| Рейтинги                | Рейтинги |
| Издание                 | Оценка   |
| ----------------------- | -------- |
| Internet Movie Database | [ 6 ]    |
| DVD Talk                | [ 7 ]    |
| Heroic Cinema           | [ 8 ]    |
| The Action Elite        | [ 9 ]    |
| HKcinema.ru             | [ 10 ]   |
| Far East Films          | [ 11 ]   |

Отзывы кинокритиков варьировались от умеренно-одобрительных до восторженных.
В 2014 году журнал Time Out провёл опрос нескольких кинокритиков, режиссёров, актёров и каскадёров, чтобы составить список лучших боевиков. «Рикша» занял 66-ю позицию в этом списке.

## Комментарии
1. ↑  Буквальный английский перевод китайского названия.
2. ↑  Исполнительный продюсер.